# نبرد ظفر
نبرد ظفر در سال ۶۳۲ میلادی بین خالد بن الولید و رهبر یکی از قبایل عرب به نام سلمی بنت مالک بن حذیفه صورت گرفت. خالد نیروهای سلمی را شکست داد و خود او نیز در میدان جنگ کشته شد. این نبرد بخشی از جنگ‌های رده بود. رهبر مرتدان [سلمی] در این نبرد بر شتر سوار شده بود و اطراف شتر را محافظان وفادار به او احاطه کرده بودند. خالد بن الولید با جمعی از مسلمانان به او نزدیک شدند سپس او و محافظانش را کشتند. چند صد مرتد در این نبرد کشته شدند.